# 길을 묻는 여대생
"길을 묻는 여대생"은 1967년 공개된 대한민국의 영화이다.

## 배역
- 신성일
- 고은아
- 이대엽
- 김승호
- 김희갑
- 조미령
- 서영춘
- 이빈화
- 이민자
- 최남현